# 高占生
高占生（1952年7月—），男，北京人，中华人民共和国外交官。

## 生平
1977年，进入中华人民共和国外交部工作，先后在驻荷兰大使馆、外交部西欧司交替任职，后任驻荷兰大使馆参赞。1999年，任外交部香港澳门台湾事务司副司长。2005年，升任外交部香港澳门台湾事务司司长。2007年11月，出任中华人民共和国驻旧金山总领事。2013年3月，自驻旧金山总领事离任。

## 家庭
已婚，有一子。